# Armand de Las Cuevas
Armand de Las Cuevas (Troyes, 26 de junho de 1968–Reunião, 2 de agosto de 2018) foi um desportista francês que competiu em ciclismo na modalidade de estrada, pertencendo à equipa Banesto em duas etapas diferentes entre os anos 1989 e 1998; ainda que também disputou carreiras de pista.
Em estrada era um destacado contrarrelógista, que foi ganhando fundo com o passo dos anos, chegando a poder disputar carreiras curtas por etapas. Sua melhor atuação numa Grande Volta foi no Giro d'Italia de 1994, onde ganhou uma etapa, portou a maglia rosa durante um dia e finalizou nono na classificação geral.
Ganhou uma medalha de bronze no Campeonato Mundial de Ciclismo em Pista de 1990, na prova de perseguição individual.
De Las Cuevas retirou-se a Reunião em 1999, onde fundou uma escola de ciclismo, e onde morreu, por suicídio, em 2018.

## Medalheiro internacional
| Campeonato Mundial | Campeonato Mundial | Campeonato Mundial | Campeonato Mundial         |
| Ano                | Lugar              | Medalha            | Competição                 |
| ------------------ | ------------------ | ------------------ | -------------------------- |
| 1990               | Maebashi ( Japão)  | Medalha de bronze  | Perseguição individual (P) |

## Palmarés

### Pista
1990
- 3º no Campeonato Mundial de perseguição

### Estrada
| 1990 - 1 etapa da Volta a Astúrias 1991 - Campeonato da França em Estrada - Grande Prêmio de Plouay - 1 etapa da Bicicleta Basca 1992 - 1 etapa do Volta à Romandia 1993 - 1 etapa da Paris-Nice - Étoile de Bessèges, mais 1 etapa - Grande Prêmio das Nações 1994 - 1 etapa do Volta à Romandia - 1 etapa do Giro d'Italia - Clássica de San Sebastián - Volta a Burgos, mais 2 etapas - Paris-Camembert | 1995 - Troféu dos Escaladores - Copa da França 1997 - Clássica de Sabiñánigo 1998 - Dauphiné Libéré - Estrada do Sur, mais 1 etapa |

## Resultados nas Grandes Voltas
| Carreira        | 1989 | 1990 | 1991 | 1992 | 1993 | 1994 | 1995 | 1996 | 1997 | 1998 | 1999 |
| --------------- | ---- | ---- | ---- | ---- | ---- | ---- | ---- | ---- | ---- | ---- | ---- |
| Giro d'Italia   | -    | -    | -    | 38º  | 43º  | 9º   | -    | -    | -    | -    | -    |
| Tour do França  | -    | -    | -    | Ab.  | -    | Ab.  | 62º  | -    | -    | -    | -    |
| Volta a Espanha | -    | -    | -    | -    | -    | -    | -    | -    | Ab.  | Ab.  | -    |